# Sposami
Sposami è una miniserie televisiva del 2012 per la regia di Umberto Marino.
La prima puntata è andata in onda dal 3 ottobre 2012 al 31 ottobre 2012 su Rai 1 in prima serata.
La serie, in 6 puntate è liberamente ispirata alle classiche commedie sentimentali del cinema hollywoodiano. È stata girata a Trieste e dintorni.

## Trama
Ugo e Nora, marito e moglie, hanno caratteri molto diversi: lei, messinese, è molto passionale, mentre lui è un intellettuale.
Un giorno, Ugo tradisce la moglie con un'americana, dando il divorzio come unico rimedio per sopravvivere alla convivenza matrimoniale.
Le pratiche del divorzio, però, sono molto lunghe: i coniugi dovranno rimanere insieme per altri 11 mesi.
Nel frattempo, alla ricca zia Clo viene diagnosticata una malattia, che la impegnerà a lungo, perciò lascia la direzione del suo atelier di abiti da sposa ad Ugo e Nora.
Quest'ultima, esperta in marketing, scopre che la situazione dell'atelier non è delle migliori.
Per risollevare l'azienda, Nora pensa a varie soluzioni possibili sino ad arrivare ad un'esatta conclusione: trasformare l'atelier in un'agenzia di Wedding Planners.
Dopo vari problemi iniziali e la rabbia di Ugo nei confronti della moglie, il progetto va per il meglio e l'agenzia verrà chiamata "Felici come noi".

## Personaggi
- Ugo Piccolomini: è un uomo affascinante e studioso; è lui a far saltare il matrimonio con Nora, dato che ha tradito la moglie con un'americana. Durante le pratiche del divorzio, litiga spesso con la moglie. In realtà, vorrebbe rimediare a tutti i danni creatisi ma, quando mostra dolci effusioni alla moglie, questa si ritrae. All'inizio, quando Nora trasforma l'atelier in un'agenzia di Wedding Planners, lui non accetta la proposta di aiutarla.
- Nora Crisafulli: è di puro sangue siciliano, mora e sensuale, sarebbe la moglie perfetta senza i continui litigi con il marito. Secondo lei, sposare Ugo è stato un gravissimo errore e all'epoca non se ne era resa conto, poiché era troppo innamorata. Nei dialoghi con il marito, sembra sempre ricordare i bei momenti trascorsi insieme in passato, ma lui non ne ha la minima idea.
- Roberto Contardi: è l'avvocato matrimonialista dei due coniugi. Innamorandosi di Nora, diventa il principale antagonista della fiction.
- Melody Favalessa: è una bellissima ragazza che Ugo ingaggia come modella per gli abiti dell'atelier. Proprio per questo motivo Nora era inizialmente molto gelosa di lei. Melody avrà dal primo istante una simpatia per Dino, un sensibile ragazzo costretto sulla sedia a rotelle. Ascolta sempre le canzoni di Anna Tatangelo.
- Spartacus Ranchesi: è il maggiordomo rumeno tuttofare dell'agenzia, personaggio che si dice prevenuto verso gli slavi ma in realtà dotato di un cuore molto generoso.
- Zia Clo Clo: direttrice e padrona dell'atelier, si finge malata per far ritornare insieme Nora e Ugo, facendoli vivere alla villa insieme. In realtà ha viaggiato per un anno lungo il Rio delle Amazzoni alla ricerca di un vecchio amore.
- Iside Crescenzi: è la capo sarta dell'atelier, madre di Dino, a cui è molto legata. Non vede di buon occhio Melody perché crede che possa illudere Dino.
- Dino Crescenzi: è il talentuoso stilista dell'atelier, figlio di Iside. Ragazzo molto sensibile costretto sulla sedia a rotelle, si innamora a prima vista di Melody.
- Bruna: è una delle sarte dell'atelier, sempre attenta ai problemi sindacali, avendo un marito in cassa integrazione e tre figli da mantenere.
- Alexia: ragazza problematica che vive con la nonna, lavora all'atelier come apprendista. Scopre di avere un'innata passione per il ricamo.
- Manrico Sebastiani: cantante assunto dall'agenzia per qualche matrimonio, cerca di sedurre Melody, ma lei lo respinge scoprendosi innamorata di Dino.

## Puntate e ascolti
| # | Prima TV        | Ascolti e share    |
| - | --------------- | ------------------ |
| 1 | 3 ottobre 2012  | 4.221.000 - 15,43% |
| 2 | 10 ottobre 2012 | 4.103.000 - 15,21% |
| 3 | 15 ottobre 2012 | 4.315.000 - 15,22% |
| 4 | 17 ottobre 2012 | 4.374.000 - 16,14% |
| 5 | 24 ottobre 2012 | 4.258.000 - 15,16% |
| 6 | 31 ottobre 2012 | 4.356.000 - 16,01% |